# Harumitsu Okada
Harumitsu Okada (岡田 晴光, Hiroshima, 4 de outubro de 1960) é um ex-ciclista olímpico japonês. Okada representou seu país durante os Jogos Olímpicos de Verão de 1984, em Los Angeles.